# Pavel Sibera
Pavel Sibera (ur. 18 listopada 1962 w Pradze) – czeski kierowca rajdowy. W swojej karierze wywalczył wicemistrzostwo Europy w 1999 roku.
Swój debiut rajdowy Sibera zaliczył w 1987 roku. W tym samym roku zadebiutował w Rajdowych Mistrzostwach Świata. Pilotowany przez Petra Grossa i jadący Škodą 130LR zajął wówczas 27. miejsce w Rajdzie Wielkiej Brytanii. Następnie od 1989 do 1994 roku startował w Mistrzostwach Świata samochodem Škoda Favorit 136L. W 1994 roku dwukrotnie zdobył punkty do klasyfikacji generalnej MŚ, gdy zajął 10. miejsce w Rajdzie Portugalii oraz Rajdzie Grecji. W latach 1995–1997 startował Škodą Felicią Kit Car, a następnie także Škodą Octavią Kit Car. Z kolei w 1999 roku zaliczył 2 rajdy MŚ jako kierowca fabrycznego zespołu Škody, w samochodzie Octavia WRC. Ogółem od 1987 do 1999 roku wystąpił w 55 rajdach MŚ.
W 1999 roku Sibera wywalczył rajdowe wicemistrzostwo Europy i zajął 2. miejsce w klasyfikacji generalnej za Włochem Enrico Bertone. W tamtej edycji Mistrzostw Europy zajął 2. miejsce w Rajdzie Albeny i 3. miejsce w Rajdzie Chalkidiki oraz Rajdzie d’Antibes.

## Występy w mistrzostwach świata
| Sezon | Zespół           | Samochód                                    | 1       | 2       | 3          | 4          | 5             | 6         | 7             | 8             | 9             | 10        | 11        | 12                       | 13        | 14              | 15 | 16 | Punkty | Miejsce |
| ----- | ---------------- | ------------------------------------------- | ------- | ------- | ---------- | ---------- | ------------- | --------- | ------------- | ------------- | ------------- | --------- | --------- | ------------------------ | --------- | --------------- | -- | -- | ------ | ------- |
| 1987  | Skoda GB         | Škoda 130LR                                 | MCO     | SWE     | POR        | KEN        | FRA           | GRE       | USA           | NZL           | ARG           | FIN       | CIV       | ITA                      | GBR 27    |                 |    |    | 0      | -       |
| 1989  | Skoda GB         | Škoda Favorit 136L                          | SWE     | MCO     | POR        | KEN        | FRA           | GRE       | NZL           | ARG           | FIN           | AUS       | ITA       | CIV                      | GBR 50    |                 |    |    | 0      | -       |
| 1990  | Škoda Motorsport | Škoda Favorit 136L                          | MCO     | POR     | KEN        | FRA        | GRE 17        | NZL       | ARG           | FIN 35        | AUS           | ITA       | CIV       | GBR NU                   |           |                 |    |    | 0      | -       |
| 1991  | Škoda Motorsport | Škoda Favorit 136L                          | 25      | Szwecja | Portugalia | Kenia      | Francja       | NU        | Nowa Zelandia | Argentyna     | 31            | Australia | 16        | Wybrzeże Kości Słoniowej | Hiszpania | 20              |    |    | 0      | -       |
| 1992  | Škoda Motorsport | Škoda Favorit 136L                          | 18      | Szwecja | Portugalia | Kenia      | Francja       | NU        | Nowa Zelandia | Argentyna     | 17            | Australia | NU        | Wybrzeże Kości Słoniowej | NU        | 20              |    |    | 0      | -       |
| 1993  | Škoda Motorsport | Škoda Favorit 136L                          | 18      | 16      | 11         | Kenia      | Francja       | NU        | Argentyna     | Nowa Zelandia | 22            | Australia | 12        | 11                       | 18        |                 |    |    | 0      | -       |
| 1994  | Škoda Motorsport | Škoda Favorit 136L                          | 20      | 10      | Kenia      | Francja    | 10            | Argentyna | Nowa Zelandia | 18            | NU            | 19        |           |                          |           |                 |    |    | 2      | 51.     |
| 1995  | Škoda Motorsport | Škoda Felicia Kit Car                       | Monako  | 25      | NU         | NU         | Nowa Zelandia | Australia | Hiszpania     | NU            |               |           |           |                          |           |                 |    |    | 0      | -       |
| 1996  | Škoda Motorsport | Škoda Felicia Kit Car                       | Szwecja | Kenia   | Indonezja  | Grecja     | 16            | Finlandia | 14            | Włochy        | 24            |           |           |                          |           |                 |    |    | 0      | -       |
| 1997  | Škoda Motorsport | Škoda Felicia Kit Car Škoda Octavia Kit Car | 12      | NU      | Kenia      | 14         | NU            | Francja   | 10            | 16            | Nowa Zelandia | NU        | Indonezja | NU                       | 15        | Wielka Brytania |    |    | 0      | -       |
| 1998  | Škoda Motorsport | Škoda Octavia Kit Car                       | Monako  | Szwecja | Kenia      | 9          | NU            | NU        | Argentyna     | 21            | Nowa Zelandia | 25        | NU        | Australia                | NU        |                 |    |    | 0      | -       |
| 1999  | Škoda Motorsport | Škoda Octavia WRC                           | NU      | Szwecja | Kenia      | Portugalia | NU            | Francja   | Argentyna     | Grecja        | Nowa Zelandia | Finlandia |           | Włochy                   | Australia | Wielka Brytania |    |    | 0      | -       |